# Nationaal park Nyika (Zambia)
Het nationaal park Nyika is een nationaal park in het noordoosten van Zambia, aan de westelijke rand van het Nyikaplateau, dat een van de hoogste delen van het land is en grotendeels in buurland Malawi ligt.
Als gevolg van het koloniale tijdperk, toen beide landen onder Brits bestuur stonden, werd op het plateau een grensoverschrijdend reservaat opgericht. Na de onafhankelijkheid werd het verdeeld in het grote Nyika National Park (Malawi) (3200 km²) en het veel kleinere Nyika National Park (Zambia) (80 km²). De grens tussen de twee parken is de noord-zuid plateauweg, de enige toegangsweg, die begint en eindigt in Malawi. Zambiaanse bezoekers moeten dus Malawi in om het park te bereiken (de dichtstbijzijnde Malawische toegangspunten zijn in Chisenga en Katumbi via de M14).
De Zambiaanse kant is onontwikkeld met uitzondering van een rusthuis uit het koloniale tijdperk, gebouwd rond 1946, dat vroeger de enige accommodatie in beide parken was. Na de onafhankelijkheid hoefden mensen uit Malawi die hier verbleven niet langs de grensformaliteiten, maar betaalden ze een “Zambia entrance fee” samen met hun verblijfsrekening. Het park sloot in 1998, maar werd opgeknapt door een particulier tourbedrijf en heropend in 2006 als het “Nyika House”, alleen beschikbaar voor vooraf geboekte tourgroepen. Omdat ze Malawi al zijn binnengekomen en er geen formaliteiten en beperkingen zijn op de grens tussen de twee parken, bezoeken bezoekers uit Zambia meestal ook de faciliteiten en kenmerken van het Malawische park.
Tussen september en april is er een grote verscheidenheid aan wilde bloemen te zien in het nationale park. Het Nyika Plateau en twee kleinere hooglandgebieden in het noorden zijn de enige vertegenwoordigers in Zambia van de ecoregio montane bos-graslandmozaïek van de Zuidelijke Rift. In het park komen vele zoogdieren voor, waaronder het gevlekt slurfhondje, Otomys typus, bergoorrat en streepmuis. Voor andere details over de omgeving van het park en de wilde dieren, zie het Malawische park.

## Important Bird Area
Het park is aangewezen als Important Bird Area door BirdLife International vanwege het belang voor significante populaties van rouwtortel, Ethiopische nachtzwaluw, shoagierzwaluw, strepenral , kwartelkoning, lelkraanvogel, steppekiekendief, bandstaarttrogon, witsnorketellapper, kleine torenvalk, Fülleborns fiskaal, bergkuifvliegenvanger, Chapins apalis, zwartteugelgraszanger, snorgraszanger, bamboerietzanger, kaneelstruikzanger, blauwe zwaluw, zwartbrauwbuulbuul, gestreepte loofbuulbuul, Afrikaanse grijskop, bruine meeszanger, kaneelvleugelspreeuw, Wallers spreeuw, Gurneys lijster, bergdrongovliegenvanger, bruinflankjanfrederik, sterrenpaapje, witborstalethe, Sharpes akalat, bronshoningzuiger, lobeliahoningzuiger, Fülleborns honingzuiger, Reichenows widavink, Baglafechtwever, Bertrams wever, Reichenows bergastrild, geelbuikastrild, gestreepte dunbekkanarie en gestreepte kanarie.